# Fear of the Dark (live)
Fear of The Dark (live) är en låt och en singel av det brittiska heavy metalbandet Iron Maiden släppt den 1 mars 1993 som den första singeln till livealbumet A Real Live/Dead One. Låten är skriven av basisten Steve Harris. Låten är titellåt på albumet Fear of the Dark. På singeln är det en liveversion inspelad i Ishallen i Helsingfors, Finland den 5 juni 1992 under Fear of the Dark Tour.
Fear of the Dark handlar om en paranoid man som är ute och går och känner sig förföljd. Den är en livefavorit och har funnits med på nästan alla spellistor under Iron Maidens sen dess.
På singeln finns två andra live sånger som B-sidor. Den ena, Bring Your Daughter...To the Slaughter är inspelad under samma konsert och den tredje Hooks in You är inspelad i Wembley Arena den 17 december 1990 under No Prayer On The Road turnén.

## Låtlista
1. Fear of the Dark (live) (Harris)
2. Bring Your Daughter...To the Slaughter (live) (Dickinson)
3. Hooks in You (live) (Dickinson, Smith)

## Medlemmar
- Steve Harris – Bas
- Dave Murray – Gitarr
- Bruce Dickinson – Sång
- Nicko McBrain – Trummor
- Janick Gers – Gitarr